# Isaiah Wong
Isaiah Robert-Johan Wong (Trenton, Nueva Jersey, 28 de enero de 2001) es un baloncestista estadounidense que pertenece a la plantilla del Žalgiris Kaunas de la LKL lituana. Con 1,91 metros de estatura, juega en la posición de base o escolta.

## Trayectoria deportiva

### Universidad
Jugó cuatro temporadas con los Hurricanes de la Universidad de Miami, en las que promedió 14,1 puntos, 4,2 rebotes y 2,2 asistencias por partido. En 2023 fue nombrado Jugador del Año de la ACC y ayudó a Miami a alcanzar su primera Final Four. Después de la temporada, volvió a declararse para el draft manteniendo su elegibilidad, pero finalmente contrató agente y se presentó al mismo.

#### Estadísticas
| Año     | Equipo | PJ  | PT  | MPP  | %TC  | %3P  | %TL  | RPP | APP | ROB | TPP | PPP  |
| ------- | ------ | --- | --- | ---- | ---- | ---- | ---- | --- | --- | --- | --- | ---- |
| 2019–20 | Miami  | 31  | 13  | 21.2 | .416 | .373 | .829 | 3.0 | 1.0 | .5  | .4  | 7.7  |
| 2020–21 | Miami  | 27  | 26  | 35.5 | .431 | .347 | .803 | 4.8 | 2.4 | 1.1 | .5  | 17.1 |
| 2021–22 | Miami  | 37  | 36  | 33.9 | .452 | .302 | .748 | 4.3 | 2.0 | .9  | .3  | 15.3 |
| 2022–23 | Miami  | 37  | 37  | 33.4 | .445 | .384 | .845 | 4.3 | 3.2 | 1.4 | .4  | 16.2 |
| Total   | Total  | 132 | 112 | 31.1 | .440 | .347 | .807 | 4.1 | 2.2 | 1.0 | .4  | 14.1 |

### Profesional
Fue elegido en la quincuagésimo quinta posición del Draft de la NBA de 2023 por los Indiana Pacers y posteriormente disputó la NBA Summer League con el equipo. El 3 de julio de 2023, firmó un contrato dual con los Pacers, lo que significaría dividir su tiempo de juego también en la filial de los Pacers, los Indiana Mad Ants.
El 22 de septiembre de 2024 firmó un contrato no garantizado con Utah Jazz. Fue despedido el 8 de octubre, y 20 días más tarde se incorporó a su filial, los Salt Lake City Stars.
Tras ocho encuentros con los City Stars, el 2 de diciembre de 2024 firma un contrato dual con Charlotte Hornets. El 13 de febrero de 2025 fue despedido por los Hornets.
El 26 de febrero de 2025 firma por el Žalgiris Kaunas lituano hasta final de temporada.

## Estadísticas de su carrera en la NBA

### Temporada regular
| Año     | Equipo    | PJ | PT | MPP  | %TC  | %3P  | %TL  | RPP | APP | ROB | TPP | PPP |
| ------- | --------- | -- | -- | ---- | ---- | ---- | ---- | --- | --- | --- | --- | --- |
| 2023-24 | Indiana   | 1  | 0  | 4.3  | .333 | .000 | —    | .0  | .0  | .0  | .0  | 2.0 |
| 2024-25 | Charlotte | 20 | 0  | 13.3 | .390 | .394 | .735 | 1.6 | 1.4 | .6  | .0  | 6.0 |
| Total   | Total     | 21 | 0  | 12.8 | .389 | .382 | .735 | 1.5 | 1.3 | .5  | .0  | 5.8 |